# Riesgo de renta variable
El riesgo de renta variable también conocido como riesgo de mercado, es el riesgo financiero involucrado en la tenencia de acciones en una inversión de forma particular en los índices bursátiles.

## Término
El término referido al riesgo de acciones o el riesgo a renta variable a menudo se refiere a acciones de empresas que cotizan en la bolsa de valores. La medida de riesgo utilizada en los mercados de valores suele ser la desviación estándar del precio de un valor durante varios períodos. La desviación estándar delimitará las fluctuaciones normales que uno puede esperar en ese valor en particular por encima y por debajo de la media o promedio.
Sin embargo, dado que la mayoría de los inversores no considerarían las fluctuaciones por encima del rendimiento medio como "riesgo", algunos economistas prefieren otros medios para medirlo. La prima de riesgo de acciones se define como "rendimiento en exceso que una acción individual o el mercado de valores en general proporciona sobre una tasa libre de riesgo.

## Riesgos
Este exceso compensa a los inversores por asumir el riesgo relativamente mayor del mercado de valores. El tamaño de la prima puede variar a medida que aumenta el riesgo en las acciones , o simplemente en el mercado de valores en general. Por ejemplo, los riesgos más altos tienen una prima más alta. El concepto de esto es atraer a los inversores para que realicen inversiones más riesgosas.
Un componente clave en esto es la tasa libre de riesgo, que se cotiza como "la tasa de los bonos gubernamentales a más largo plazo". Estos se consideran libres de riesgo porque existe una baja probabilidad de que el gobierno no pague sus préstamos. Sin embargo, la inversión en acciones no está garantizada, porque las empresas a menudo sufren caídas o cierran.
Para calcular la prima de riesgo de acciones, se suele restar la tasa libre de riesgo del rendimiento de una acción durante un período de tiempo.  Algunos analistas utilizan la prima de riesgo de acciones implícitas. De esta forma se puede calcular la prima de riesgo de acciones implícita para el mercado futuro, se pronosticaría una expectativa de rendimientos futuros del mercado y se restaría la tasa libre de riesgo apropiada para el período de pronóstico.